# Phaeophilacris microps
Phaeophilacris microps är en insektsart som först beskrevs av Sjöstedt 1909.  Phaeophilacris microps ingår i släktet Phaeophilacris och familjen syrsor. Inga underarter finns listade i Catalogue of Life.